# Раабе, Петер
Петер Раабе (нем. Peter Raabe; 27 ноября 1872, Франкфурт-на-Одере — 12 апреля 1945, Веймар) — немецкий дирижёр и музыковед.

## Биография
Учился в Берлинской высшей школе музыки у  Вольдемара Баргиля. Работал дирижёром в Кёнигсберге, Цвиккау и Вуппертале, затем в 1901—1903 гг. вместе Брамом Ломаном и Хенри Энгеленом возглавлял Амстердамский музыкальный театр. С 1907 г. первый капельмейстер придворного оркестра в Веймаре, затем в 1920—1934 гг. генеральмузикдиректор Ахена. Одновременно с дирижёрской работой исследовал творчество Франца Листа, с 1910 г. был хранителем веймарского Музея Листа, в 1916 г. защитил в Йенском университете докторскую диссертацию «История возникновения первых оркестровых сочинений Франца Листа» (нем. Die Entstehungsgeschichte der ersten Orchesterwerke Franz Liszts). Труды Раабе в этой области увенчались в 1931 г. выходом двухтомной монографии о жизни и творчестве Листа, включавшей первый хронологический перечень его сочинений.
С 1935 по 1945 год — президент Имперской музыкальной палаты Третьего рейха (сменил на этому посту Рихарда Штрауса).